# 韩庆 (明朝宦官)
韩庆（？年—1523年），字元吉，明朝正德时期的印绶监太监。

## 生平
正德年间，担任印绶监太监。正德十六年（1521年），接替王堂，出任两广镇守太监。嘉靖二年（1523年），平定岭西蔡猛三叛乱。同年去世。